# Tofspingvin
Tofspingvin (Eudyptes sclateri) är en relativt stor pingvin som häckar i ett par ögrupper utanför Nya Zeeland. Den minskar kraftigt i antal och listas som starkt hotad av IUCN.

## Utseende

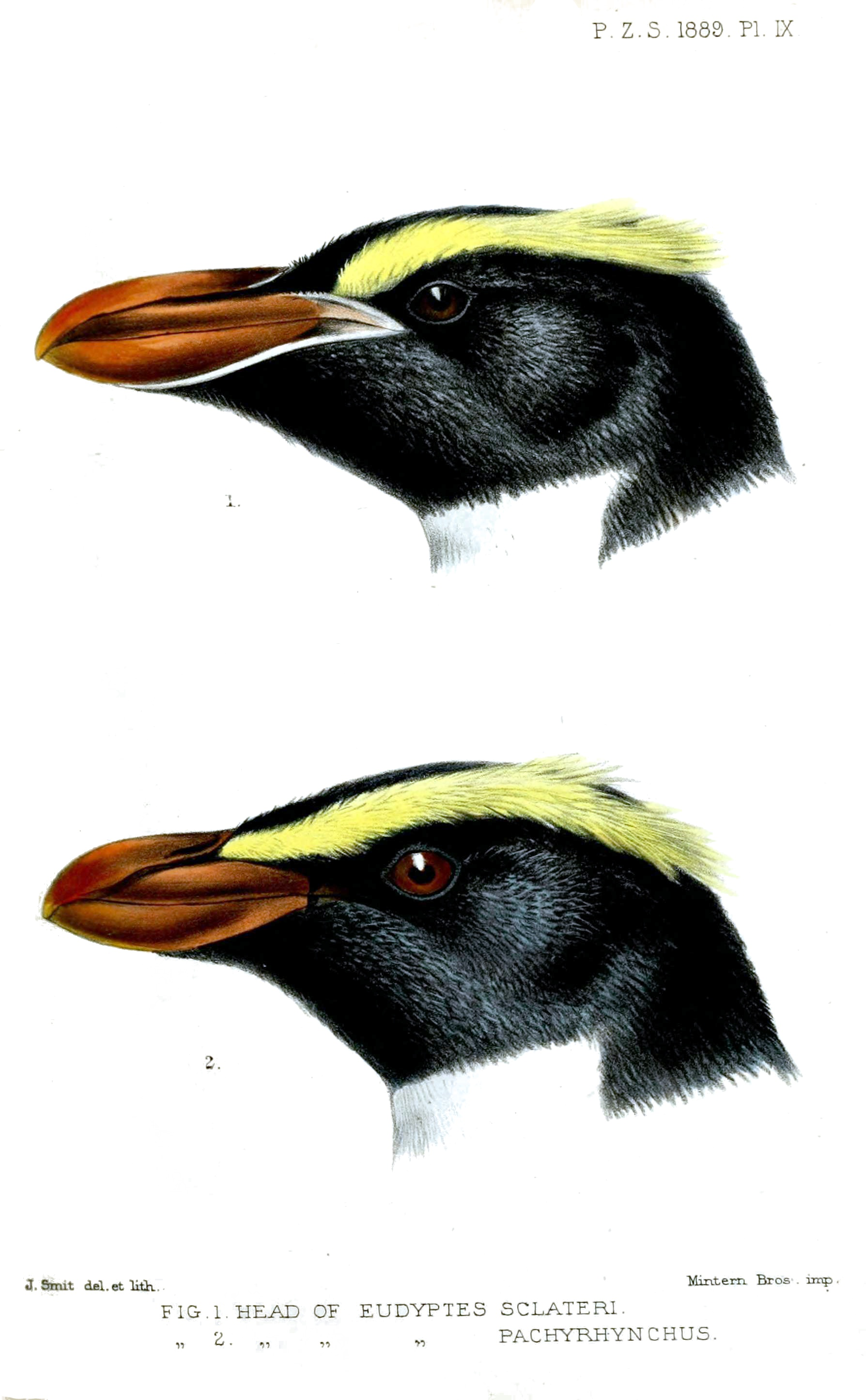
En jämförelse mellan huvudet på tofspingvin (överst) och fjordpingvin (nederst).

Tofspingvinerna kan bli 65 centimeter långa och väga runt sju kilogram, vilket är över medel för pingviner. Påfallande är den gula tofsen som börjar vid näbbens övre ansats och som går över ögonen. Annars har huvudet och halsen en svart färg medan näbben är orangebrun. Bålen är uppdelad i en blåsvart ovansida och en vit undersida. Armarna som liknar bröstfenor är likaså blåsvart på ovansidan, ofta med en vitaktig kant. Deras undersida är vid spetsen blåsvart och nära bålen ljusare till vitaktig. Nyfödda ungar har en gråbrun rygg.

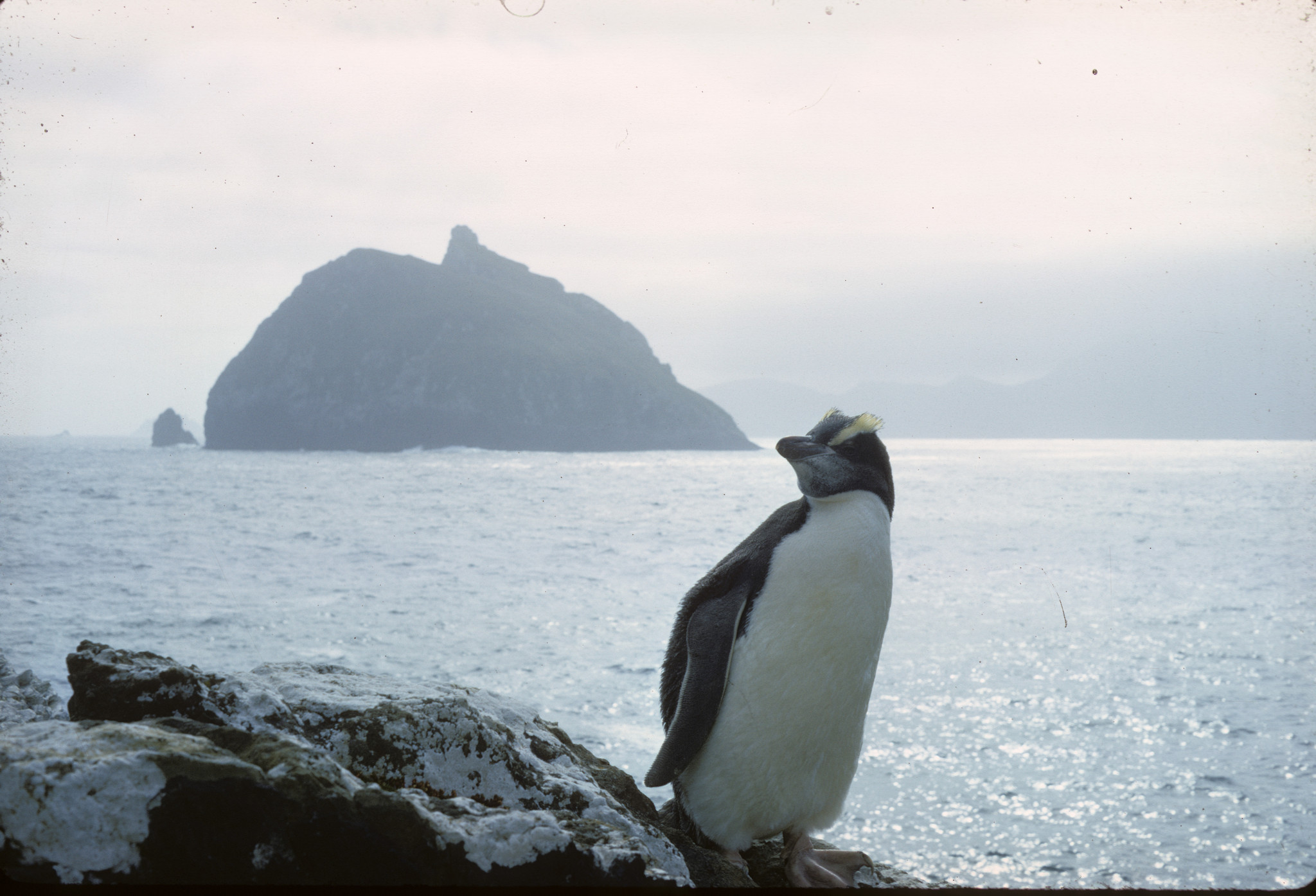

## Läten
Som spelläte hör högljudda skall och skrin, medan kontaktlätet är ett kortare skall. Lätena är mycket lika fjordpingvinen, men mörkare.

## Utbredning och status
Kolonier förekommer på Bountyöarna och Antipodöarna som ligger cirka 700 km öster om Sydön. IUCN kategoriserar arten som starkt hotad. Artens population har minskat betydligt under de senaste 45 åren och beståndet är fortfarande på tillbakagång. En taxering 2011 fann 34 226 bon i Antipodöarna och en annan samma år ytterligare 26 000 på i Bountyöarna. Eftersom bara 80 % av de vuxna individerna tros häcka varje år kan därför beståndet uppskattas till cirka 150 000.

## Ekologi

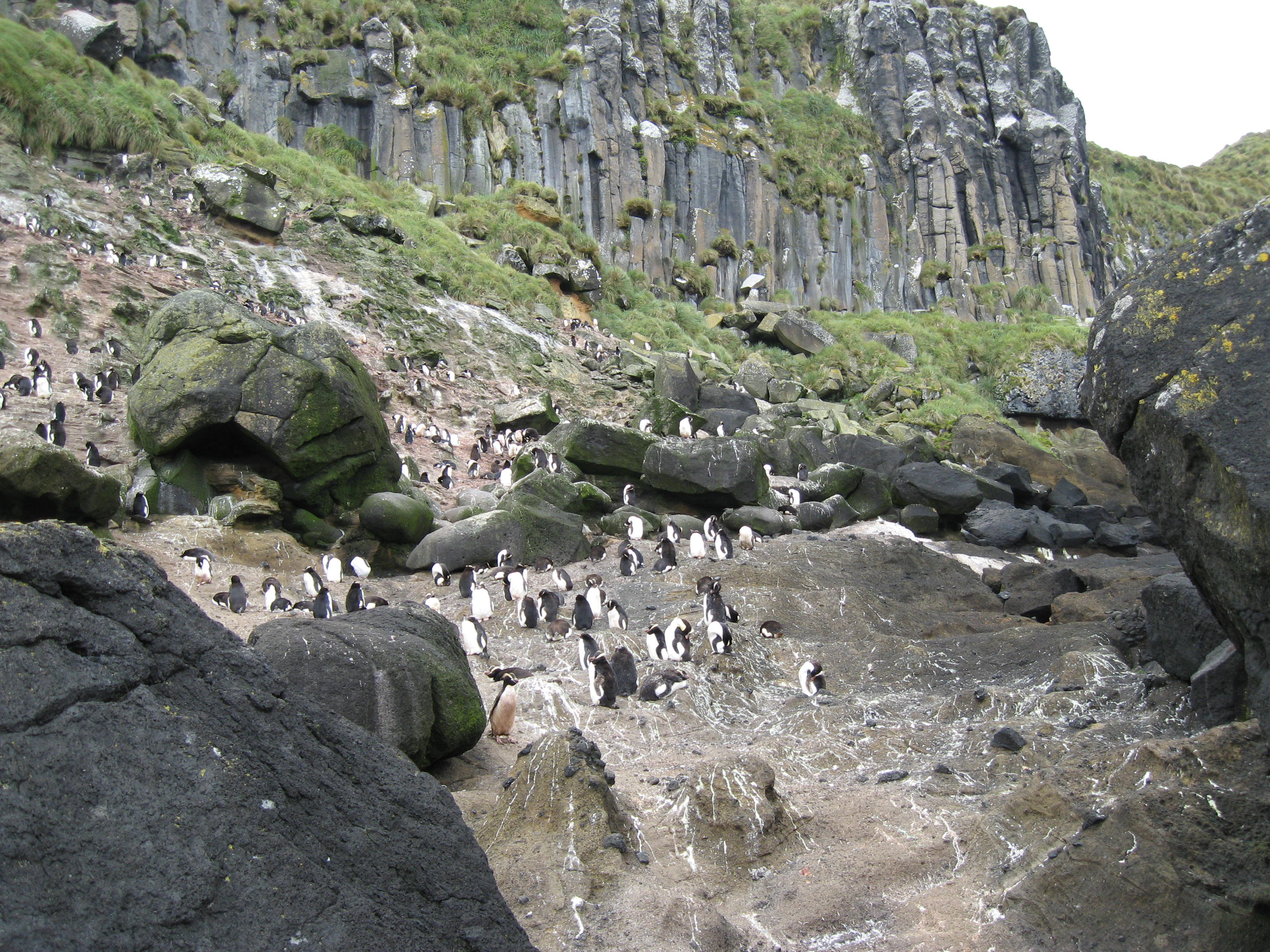
Koloni med tofspingvin.

Hanar och honor bildar på land stora kolonier där även klipphopparpingviner (Eudyptes chrysocome) kan förekomma. Hanen kommer ofta två veckor före honan till nästet som användes under tidigare år. Boet påbörjas det av honan genom att svänga runt på marken. Sedan avlägsnar hon oönskad bråte från gropen. Efteråt bygger hanen nästets kanter med stenar och lera.
Boet försvaras mot andra par med skrik, hotfulla rörelser eller genom strider. Under strider slår motståndarna med näbben och bröstfenorna. Honan lägger i oktober två ägg under tre till fem dagar. Det andra ägget är avsevärd större och det är även det enda ägget som ruvas klart. Honan och hanen ruvar ömsesidig och ägget kläcks efter cirka 35 dagar. Ungen bevakas under de följande tre till fyra veckor av sina föräldrar. Modern hämtar tidvis föda från havet medan hanen stannar i kolonin och fastar. I februari börjar ruggningen och sedan är ungen självständig.
Tofspingvinen har troligen fiskar, bläckfiskar och kräftdjur som föda.

## Namn
Arten har på svenska i litteratur även kallats Sclaters tofspingvin.